# El-Bouraj
Les ruines de El-Bouraj (חורבת בורגתה) forment un tel archéologique situé en Israël. Elles jouxtent les vestiges d'un fort croisé sur la route menant de Netanya à Tulkarem, et se situent au sud du moshav Bourgata. De nombreux eucalyptus sont plantés aux alentours.
Des restes de constructions et des débris de poterie témoignent de l'existence d'une vie organisée sur les lieux aux époques israélite (du XIe au VIe siècle av. J.-C.), perse (du VIe au IVe siècle av. J.-C.), romaine (du Ier siècle av. J.-C. au IVe siècle) et byzantine (du IVe au VIIe siècle). L'endroit est mentionné dans la Talmud de Jérusalem (traité Avodah Zara 33b) sous la forme de « Barkata », et la présence de Samaritains y est alors évoquée.
Au pied du Tel El-Bouraj, se tiennent les vestiges du fort croisé de la « Tour Rouge », composé de deux étages. Cette appellation provient probablement de la couleur rougeâtre des terres environnantes, et avec lesquelles le fort a été construit. Il ne reste de ce dernier qu'une partie de sa muraille sud, haute de 15 mètres. Sur la partie supérieure du mur, on remarque une unique meurtrière.
La date de la construction du fort est inconnue. Jusqu'en 1189, il est la propriété des Templiers. Par la suite y est construit le couvent « Maria Latina », et en 1248, les Hospitaliers s'en rendent acquéreurs.